# Fratrovci Ozaljski
Fratrovci Ozaljski – wieś w Chorwacji, w żupanii karlowackiej, w mieście Ozalj. W 2011 roku liczyła 48 mieszkańców.